# James Faure-Walker
 (février 2017).
James Faure-Walker, né à Londres en 1948, est un artiste peintre britannique qui introduit l'art numérique à sa pratique artistique depuis 1988. Depuis, son travail gravite autour des rapports existants entre la peinture traditionnelle et la peinture numérique. En 2006, le prix The New England Book Show lui est décerné pour son ouvrage Painting the Digital River: How an Artist Learned to Love the Computer publié la même année.

## Biographie
De 1966 à 1970, James Faure-Walker étudie la peinture à Central Saint Martins College of Art and Design et poursuit sa formation en esthétique (XVIIIe siècle) au Royal College of Art de 1970 à 1972. À peine gradué, il obtient son premier emploi en tant qu’enseignant en histoire de l'art à la Lanchester Polytechnic désormais connu sous le nom de l’université de Coventry.
Depuis 1970, il expose ses peintures et c’est à partir de 1988 qu’il intègre l’infographie dans sa démarche de création. Bien qu’il se considère peintre avant tout, il publie plusieurs essais au sujet de l’avènement de l’ordinateur dans son travail. En 1976, il co-fonde le magazine Artscribe (en) et en sera l’éditeur les huit années qui suivirent son apparition. En 1989, il occupe un poste d’enseignant en infographie au Royal College of Art à Londres.
Il expose au sein de ISEA en 1990 et assiste à plusieurs de ses évènements jusqu’en 2011. Il expose également au FISEA à Minneapolis en 1993. Par sa participation active dans les réseaux intéressés par les arts électroniques, il intègre l’ACM SIGGRAPH. Entre 1995 et 2007, il expose huit fois chez Siggraph. En 1998, il remporte le « Golden Plotter » au Computerkunst de Gladbeck en Allemagne. Depuis 2000, il est membre de la société The London Group, un collectif d’artistes. En 2002, il reçoit une bourse de recherche senior par le Arts and Humanities Research Council (en) (AHRB). En 2006, il reçoit le prix The New England Book Show pour son ouvrage Painting the Digital River : How an Artist Learned to Love the Computer publié par Prentice Hall (USA). En 2009, son travail est présenté à l’exposition des « Digital Pioneers » au musée Victoria & Albert où onze de ses œuvres sont retenues dans la collection. En 2013, il remporte le prix de la Royal Watercolour Society et devient par la suite le Trésorier Honoraire de la société. Jusqu’en 2014, il occupe le rôle de Lecteur pour Painting and the Computer à Chelsea College of Art and Design à Londres.
Il considère les galeries d’Europe et des États-Unis plus ouvertes que celles du Royaume-Uni. Il voyage fréquemment à l’étranger pour participer à des évènements numériques, exposer à des festivals d’art informatique ainsi que dans des galeries classiques. Son travail en numérique suscite un intérêt autant chez les professionnels de l’art que chez les adeptes de l’ordinateur.

### Démarche et influences
Walker a grandi avec l’ordinateur. Bien que son utilisation apparaît dans son travail qu’à partir de la décennie 1980, il était déjà familier avec l’Apple II où il bénéficiait d’un choix restreint d’une douzaine de couleurs. Il s’est continuellement adapté aux nouvelles technologies et utilise désormais Painter 4, la dernière version d’un programme favorisé par plusieurs artistes, ainsi qu’une tablette Wacom accompagnée d’un stylo sans fil. Durant des années il collectionne les livres et les manuels How-to-Draw qu’il considère comme les précurseurs des premiers programmes de dessin à l’ordinateur. Son travail se situe entre l’analogique et le numérique. Sa manière de travailler la peinture par ordinateur s’apparente à la forme libre de l’Expressionnisme abstrait.
Peintre de profession, son intérêt est d’abord et avant tout dans la peinture et tout ce que son histoire englobe. Tapis persans, céramique d’Iznik, porcelaine chinoise, peinture flamande et de nombreux peintres contemporains sont ses sources d’inspiration. Sa production oscille entre les médiums classiques et la peinture numérique, mais ses critères demeurent les mêmes. Lorsqu’il enseigne l’infographie à la RCA, il constate le scepticisme de ses étudiants face à la programmation.
Selon lui, l’ordinateur peut briser les barrières entre les Beaux-arts et les autres disciplines. Il crée à partir de photographies numériques qu’il fait dialoguer entre elles par un coloris appliqué avec une gestuelle expressive. Ses impressions ont l’aspect de photomontage et deviennent, parfois même, des images presque abstraites. Le jeu fait parfois partie de son sujet. Il y a un aspect ludique dans son travail où le photomontage est impératif dans son processus de création. Comme dans la peinture des grands maîtres du début du XXe siècle, son travail propose une réflexion sur le sens même de la surface ainsi que sur la peinture en elle-même.
Possédant précédemment une carrière en tant que peintre et critique, depuis 1988, Walker compose désormais entre l’écran et la toile. En pratiquant tout autant la peinture traditionnelle que la peinture digitale, son travail tourne autour du rapport entre les deux techniques. Il en fait des constats frappants. Il reconnaît une absence d’intérêt pour la pratique numérique dans les galeries commerciales et remarque également que les peintres qu’il côtoie ont une mauvaise opinion face aux outils numériques. Ses constatations le motivent à écrire son livre Painting the Digital River : How an Artist Learned to Love the Computer. À l’aide de cet ouvrage, il tente de réduire les stéréotypes visant les artistes utilisant la technologie qui les excluent, par le fait même, de la communauté artistique.

### Personnalités influentes
Anthony Caro, Leon Kossoff, Clement Greenberg, Irving Sandler, Wolfgang Sieser.

## Œuvre

### Peinture
- Jusqu’en 1979 : Untitled, 1966, 122 cm de diamètre, huile sur planche. Still Life, Golf, 1971, 52 x 69 cm, huile sur planche. Pale Green, 1973, 163 x 179 cm, huile sur toile. Origins, Red, 1978, 127 x 254 cm, huile sur toile[6].
- 1980-1989 : Dark Reflection, 1980, 170 x 244 cm, huile sur toile. Grey Variations, 1982, 170 x 305 cm, huile sur toile. Red, 1985, 170 x 170 cm, huile sur toile. Valley House, Morning, 1987, 91 x 114 cm, huile sur toile[7].
- 1990-1999 : Vertical, 1990, 213 x 170 cm, huile sur toile. Pink, 1994, 170 x 305 cm, huile sur toile. Shaftesbury Avenue, 1996, 173 x 203 cm, huile sur toile. Trafalgar Square, Italians, 1997, 137 x 244 cm, huile sur toile[8].
- 2000-2004 : Red, 2000, 170 x 229 cm, huile sur toile. Turkish Barber, 2000, 137 x 173 cm, huile sur toile. German Visitors, 2004 173 x 234 cm, huile sur toile. Frog, Greenwood Road, 2004, 154 x 173 cm, huile sur toile[9].
- 2005-2009 : Sanderson, First Airline Steward I, 2005, 152 x 127 cm, huile sur toile. Train Ticket to Milan, 2007, 173 x 213 cm, huile sur toile. Vanilla, 2008, 107 x 142 cm, huile sur toile. Small Study IV, 2009, 41 x 36 cm, huile sur toile[10].
- 2010-2014 : The Reeds, 2010, 147 x 173 cm, huile sur toile. Easy Times, 2011, 107 x 142 cm, huile sur toile. Southwold, Rain, 2012, 170 x 91 cm, huile sur toile. Red Kite, Levie, 2014 109 x 130 cm, huile sur toile[11].
- 2015 et après : Once Ambition’s Airy Hall, 2015, 183 x 170 cm, huile sur toile. Ransome Red, 2015 107 x 147 cm, huile sur toile. The Other Forest, 2016, 107 x 142 cm, huile sur toile. Among the Oranges, 2017, 107 x 152 cm, huile sur toile[12].

### Numérique
- 1980-1989 : Happy Circle, 1988, 20 x 26 cm, impression jet d'encre Xerox. Translucency study, 1989, 20 x 32 cm, impression jet d'encre Xerox. Forest Sounds, 1989, 20 x 48 cm, impression jet d'encre composite. Dawn, 1989, 20 x 48 cm, impression jet d'encre composite[13].
- 1990-1994 : Drawn, 1990, 20 x 37 cm, impression jet d'encre. Proposition IV Monopoly, 1991, 76 x 102 cm, impression jet d'encre composite. Vertical Relief, 1992, 94 x 76 cm, impression jet d'encre composite. A Pony in Clerkenwell, 1994, 61 x 86 cm, impression jet d'encre composite[14].
- 1995-1999 : Walking, Stopping, Turning: Leicester Square, 1995, 76 x 89 cm, impression jet d'encre. Dulcie Dancing, 1996, 61 x 91 cm, impression jet d'encre. Cup and Button, 1965, 61 x 91 cm, impression jet d'encre. Forms in Motion: Choir, 1999, 56 x 71 cm, impression jet d'encre[15].
- 2000-2004 : Fierce Curves, 2000, 48 x 69 cm, tirages jet d'encre. Blue Bowls, 2002, 58 x 58 cm, jet d'encre archival Epson. Pigeons, Kyoto, 2002, 91 x 109 cm, impression jet d'encre archival. Baroque Thoughts on a Rainy Day, 2004, 61 x 81 cm, impression jet d'encre archival[16].
- 2005-2009 : For the Bees: Night, 2005, 56 x 74 cm, Epson jet d'encre monté sur aluminium. Light Filament, 2006, 112 x 127 cm, jet d'encre Epson. Fisherman’s Wife, 2008, 63 x 86 cm, Epson impression. Miniature Suite, 2009, 69 x 91 cm, Epson impression[17].
- 2010-2014 : Gull, 2012, 48 x 67 cm, impression jet d'encre. Dark Pond, 2012, 71 x 74 cm, impression jet d'encre. Hayfield, 2013, 74 x 102 cm, impression jet d'encre. Red and Yellow on Green, 2014, 52 x 65 cm, impression jet d'encre[18].
- 2015 et après : Lapwings, 2015, 91 x 102 cm, impression jet d'encre. Blue Leaning, 2015, 41 x 54 cm, impression jet d'encre. Drawing in Dunwich II, 2016, 58 x 42 cm, impression jet d'encre. The Forgotten Dance, 2017, 72 x 60 cm, impression jet d'encre[19].

### Aquarelle
- Jusqu’en 1979 : Untitled, 1974, 20 x 39 cm, aquarelle, Untitled, 1974, 25 x 43 cm, aquarelle. Untitled, 1973, 20 x 30 cm, aquarelle[20]
- 1980-1989 : Thai Study I, 1983, 38 x 56 cm, aquarelle. Untitled I, 1988, 38 x 56 cm, aquarelle. Dot Study, 1989, 38 x 56 cm, aquarelle. January, 1989, 38 x 56 cm, aquarelle[21]
- 1990-1999 : Yellow, 1991, 38 x 56 cm, aquarelle. Blue, 1995, 38 x 56 cm, aquarelle. Stripes, 1994, 38 x 56 cm, aquarelle. Drawn, 1995, 38 x 56 cm, aquarelle[22].
- 2000-2009 : September 20, 2002, 56 x 76 cm, aquarelle. January 13, 2004, 56 x 76 cm, aquarelle. June 20, 2009, 76 x 56 cm, aquarelle. Wall of Watercolours, Wimbledon Février 2008[23].
- 2010-2014 : Faience Soldier, Lisbon, 2010, 76 x 56 cm, aquarelle. Full, 2013, 76 x 56 cm, aquarelle. October 15, 2014, 76 x 56 cm, aquarelle. November 5, 2014, 76 x 56 cm, aquarelle[24]
- 2015 et après : January 23 2015, 56 x 76 cm, aquarelle. October 3 2015, No. 1, 56 x 76 cm, aquarelle. April 18 2016, 76 x 56 cm, gouache. August 24, Ilford A12, 2016, 76 x 56 cm, gouache[25].

### Dessin
- 2000-2009 : Wave Study, 27 janvier 2003, 20 x 30 cm, stylo. Drawing, 27 janvier 2003, 20 x 30 cm, stylo. Sketchbook Page, 7 mai 2004, 20 x 13 cm, stylo[26].
- 2010 et après : Self-Portrait, Lisbon, Février 2010, 56 x 76 cm, crayon feutre. December 3 2012, 56 x 76 cm, crayon feutre. September 21 2016, 25 x 19 cm, stylo gel sur papier. Drawing 3, 10 novembre 2016, 56 x 76 cm, gouache[27].

## Expositions individuelles
2006
- Fosterart, Londres
- Painting the Digital River, Fosterart Gallery, Londres

2003
- Galerie Wolf Lieser, Berlin http://www.camberwell.arts.ac.uk/22920.htm

2001
- Entory, Francfort, Allemagne
- Galerie der Gegenwart, Wiesbaden, Allemagne

2000
- Colville Place Gallery, Londres
- Galerie der Gegenwart, Wiesbaden, Allemagne

1998
- Colville Place Gallery, Londres

1997
- Tasis (US college in London)

1996
- Mariani Gallery, Greeley, Colorado

1987
- Vortex Gallery, Londres

1985
- Whitworth Art Gallery, Manchester [28]

## Expositions collectives
2008
- Space Now, Triangle Gallery
- Imaging by Numbers, Block Museum, Illinois

2007
- Siggraph Art Gallery (1995-2007)

2006
- Ideas 2006, San Diego, États-Unis
- Singer and Friedlander Watercolour Competition, Mall Galleries
- Computerkunst, Gladbeck, Allemagne
- Summer exhibition, Fosterart, Londres
- Arti Salon, Amsterdam, Pays-Bas
- Arti et Amicitiae's Salon, Amsterdam
- The London Group Annual Exhibition, Bankside Gallery, and Sassoon Gallery, Londres

2005
- British Art from 1979, Bloomberg Space, Londres

2003
- Siggraph Art Gallery, San Diego

2002
- Siggraph, San Antonio, Texas
- Computerkunst, Gladbeck, Allemagne
- Frankfurt Art Fair, Allemagne
- Innsbruk Art Fair, Autriche

2001
- 5 x 20 Loyola University, La Nouvelle-Orléans
- London Group, Stark Gallery
- London Group, Woodlands Gallery
- 5 x 20, Oldenburg, Allemagne
- Siggraph, Los Angeles
- Silent Motion, Colville Place Gallery
- Silent Motion, Stanley Picker Gallery, Kingston
- Arcade III, Glasgow

2000
- Digital Secrets, Arizona State University
- London Group, Lethaby Gallery
- DArt 2000, University of London
- Group Show, Colville Place Gallery, Londres
- Innsbruk Art Fair, Autriche
- The Historical Museum, Novossibirsk, Sibérie, Russie
- Golden Plotter winners, Innovation Centre, Gladbeck, Allemagne
- CG Media Arts Festival, Tokyo, Japon
- Page Gallery, Zurich, Suisse
- Marks and Spencer, Londres

1999
- Five by Twenty, Stanley Picker Gallery, University of Kingston

2000 
- The Contemporary Print Fair, Londres
- Zurich Art Fair, Suisse
- Affordable Art Show, Londres
- Cross-Currents, Lloyds of London
- Bit Stream, Le Vall Gallery, Novossibirsk, Sibérie, Russie
- Nova Data, Frankfurt, Allemagne
- Siggraph, travelling show, États-Unis
- Studio Show, Space, Martello St
- Mixed show, Colville Place Gallery
- Eurographics, Milan, Italie
- Galerie der Gegenwart, Weisbaden, Allemagne
- Siggraph, Los Angeles
- Digital Traces, 55 Mercer Gallery, New York
- Disseny o art? Caligrama Merce Marques Gallery, Barcelone, Espagne
- Dream Centenary, Aizu, Tokyo, Japon
- Gamut, Teeside

1998
- Group show, Colville Place Gallery
- Siggraph, Orlando, Floride
- Gagnat du Golden Plotter Prize
- Computerkunst, Gladbeck, Allemagne
- Space Open Studios

1997
- Group show, Colville Place Gallery
- Arcade II, Brighton University

1996
- Digital Arts III
- Space Open Studios
- Golden Plotter, Computerkunst, Gladbeck, Allemagne
- Electrifying Art, Santa Fe, New Mexico, États-Unis
- ISEA, Rotterdam, Pays-Bas
- Columbus College, Georgie, États-Unis

1995
- Digital Arts II, Londres
- Marks and Spencer, Londres
- Francis Colburn Gallery, Burlington, Vermont, États-Unis
- Cade, Brighton

1994
- Golden Plotter, Computerkunst, Gladbeck, Allemagne
- Space Open Studios
- Whitechapel Open

1993
- Fisea, Minneapolis, États-Unis
- Space Open Studios

1991
- The Postmodern Print, Victoria and Albert Museum

1990
- Groningue, Pays-Bas
- Sisea (Second International Symposium on Electronic Art)

1989
- Coach-house Gallery, Kirkby Lonsdale

1988
- Art and Computers, Middlesbrough
- Artists in National Parks, Victoria and Albert Museum (touring)
- Todd Gallery

1987
- Patricia Knight Gallery
- Vortex Gallery (avec Noel Forster, Paul Davie)

1986
- Open Space Studios

1985
- Whitechapel Open

1984
- The Underwater Show, Plymouth Arts Centre
- Camberwell Staff Show, South London Art Gallery
- Whitechapel Open

1983
- Critic's Space, AIR Gallery (selected by Tim Hilton)
- Serpentine Summer Show II
- Whitechapel Open

1982
- John Moores XIII, Liverpool
- Whitechapel Open

1980
- Air Gallery (Space Auction)
- Whitechapel Open
- 14 Artists, Somerville College, Oxford, (sélection de Jennifer Durrant)

1979
- Style in the Seventies, Artscribe touring exhibition (Arnolfini, , etc.)
- Hayward Annual
- Stowell's Trophy Royal Academy

1976
- Artists' Market

1975
- Courtauld Institute
- Open Space Studios

1973
- Space Open Studios

1969
- Artists' Market 1973 Stowell's Trophy[28]

## Collections
- Victoria and Albert Museum (sur affichage permanent dans la galerie XXc)
- Leicester Education Authority
- Arthur Andersen
- Duart, New York, États-Unis
- Columbus College, Géorgie, États-Unis
- Musée de  Gladbeck, Allemagne
- Collections privées au Royaume-Uni, aux États-Unis, en Belgique, en Espagne, en Allemagne, en Australie
- Sidell Gibson architectural practice
- Oldenburg, Allemagne
- Travail d'ordinateur en location sur Cable and Wireless, Londres[28]